# TopGuitar
TopGuitar – miesięcznik (do grudnia 2009 dwumiesięcznik), wydawany przez wydawnictwo International Music Press od listopada 2005 roku w nakładzie 17 500 egz. Redakcja znajduje się w Gdyni, redaktorem naczelnym jest Dariusz Domański. Jest to magazyn muzyków, skierowany do gitarzystów profesjonalnych i początkujących, fanów gitary elektrycznej, akustycznej, klasycznej i basowej. 
Pismo skupia grono autorów – gitarzystów, związanych przede wszystkim z polską sceną muzyczną, zachowując jednocześnie status czasopisma promującego krajowy rynek wydawniczy. 
TopGuitar współpracuje z organizatorami imprez muzycznych (m.in. EKO Union of Rock Festival, Rockowe Ogródki, Metalmania, Thanks Jimi Festival, Guitar City, Rawa Blues Festival, czy JaZzGdyni), medialnie patronuje targom i warsztatom (m.in. Music Media, Bass Days Poland, czy OMGW Jaworki) oraz koncertom gwiazd (David Gilmour – 2007, Gdańsk; Tommy Emmanuel – 2006, Wrocław, zespół Testament – 2007, Katowice, czy Stanley Clarke, Marcus Miller i Victor Wooten występujący pod szyldem SMV – 2008 Gdynia).
Na łamach TopGuitar znaleźć można zarówno wywiady z wybitnymi gitarzystami oraz postaciami świata muzyki, jak i prezentacje dokonań młodych zespołów. Stałe tematy to również testy sprzętu muzycznego, zapowiedzi wydarzeń muzycznych, artykuły edukacyjne, warsztatowe i porady dla gitarzystów.
Drugim, bliźniaczym tytułem wydawnictwa jest magazyn TopDrummer, również dwumiesięcznik, lecz skierowany do perkusistów i entuzjastów tego instrumentu.
Od listopada 2010 razem z TopGuitar ukazuje się dodatek specjalnie dla basistów – TopBass. Redaktorem prowadzącym jest Maciej Warda i jest to integralna część magazynu z własna okładką i cover story. W dodatku TopBass czytelnicy po raz pierwszy mogli przeczytać wywiady z takimi artystami jak Jonas Hellborg, Lee Sklar, Matthew Garrison i przeczytać biograficzne eseje o Jaco Pastoriusie czy Paulu McCartneyu